# SES-15
SES-15 ist ein kommerzieller Kommunikationssatellit der SES S.A.
Er wurde am 18. Mai 2017 mit einer Sojus-ST-Trägerrakete vom Raketenstartplatz Centre Spatial Guyanais in eine geostationäre Umlaufbahn gebracht.
Der dreiachsenstabilisierte Satellit ist mit 16 Ku-Band-Transpondern ausgerüstet und soll von der Position 129° West aus Nordamerika, Mexiko und Mittelamerika – von Arktis Alaska bis zum Süden von Panama und von Hawaii bis zur Karibik mit Telekommunikationsdienstleistungen versorgen. Der Satellit bietet zusätzlich zur Ku-Band-Nutzlast Kommunikationsgateways zum Ka-Band. Der Satellit enthält auch ein Wide Area Augmentation Systems (WAAS), eine von der US-Regierung finanzierte Nutzlast, um das Global Positioning Systems (GPS) zu verbessern. Er wurde auf Basis des Satellitenbusses der 702-Serie von Boeing Satellite Systems gebaut und besitzt eine geplante Lebensdauer von 15 Jahren.